# Moulins-Sud (tổng)
Tổng Moulins-Sud là một tổng ở tỉnh Allier trong vùng Auvergne-Rhône-Alpes.

## Hành chính
| Giai đoạn | Ủy viên           | Đảng | Tư cách |
| --------- | ----------------- | ---- | ------- |
| 16        | Nicole Tabutin    | URB  |         |
| 18        | Christian Beligon | URB  |         |

## Các đơn vị cấp dưới
Tổng Moulins-Sud gồm 3 xã với dân số là 15 280 người (điều tra năm 1999, dân số không tính trùng)
| Xã                | Dân số | Mã bưu chính | Mã insee |
| ----------------- | ------ | ------------ | -------- |
| Bressolles        | 962    | 03000        | 03040    |
| Moulins           | 13 238 | 03000        | 03190    |
| Toulon-sur-Allier | 1 080  | 03400        | 03286    |

(1) fraction de commune.

## Biến động dân số
| 1962                                                     | 1968 | 1975 | 1982 | 1990   | 1999   |
| -------------------------------------------------------- | ---- | ---- | ---- | ------ | ------ |
| -                                                        | -    | -    | -    | 16 053 | 15 280 |
| Nombre retenu à partir de 1962 : dân số không tính trùng |      |      |      |        |        |